# Castelo-palácio de Bicorp
O Castelo-palácio de Bicorp localiza-se no município de Bicorp, na província de Valência, na comunidade autónoma da Comunidade Valenciana, na Espanha.
Ergue-se na Praça do Castelo, no centro histórico da povoação.

## História
Foi erguido em 1604, por D. Luís de Castellar y Vilanova, barão de Bicorp.

## Características
Em estilo renascentista, conserva em sua fachada a porta principal, com arco de volta perfeita rematado por um frontão sobre colunas com o escudo de armas do barão, dividido em seis quartéis com os emblemas de linhagem dos Castellá y Vilanova.
Na parte posterior conservam-se troços das antigas muralhas, com suas seteiras, alguns capitéis de colunas em seu interior e as portas, entalhadas, contém cabeças de leão.
Possui uma cisterna de grande capacidade, que se conserva até aos nossos dias.
Em seu interior, que foi utilizado como carpintaria e como sala de cinema até 1989, existe hoje uma fábrica de fios; nos extremos da antiga fachada, antes ocupados por torreões, agora existem residências. No interior encontra-se uma chaminé que conserva dois consoles com volutas, que faziam parte da sua decoração.